# Mélyalkalmazkodás
A mélyalkalmazkodás (Deep Adaptation) egy koncepció, egy útmutató és egy nemzetközi társadalmi mozgalom. Feltételezi, hogy a szélsőséges időjárási események és az éghajlatváltozás egyéb hatásai egyre inkább megzavarják majd az élelmiszer-ellátást, a vízellátást, a lakhatási körülményeket, az energiaellátást, valamint a társadalmi, gazdasági és kormányzati rendszereket. Ezek a zavarok valószínűleg már elkerülhetetlenek, és különböző mértékű társadalmi összeomlást okozhatnak a következő néhány évtizedben. A „mély” szó arra próbál rávilágítani, miszerint határozott intézkedésekre van szükség ahhoz, hogy kellőképpen képesek legyünk alkalmazkodni a modern ipari életkörülmények felbomlásához. Tehetjük mindezt egy olyan korábbi hagyományt követve, mint például a mélyökológia. A mozgalom legfőbb elvei közé tartozik a teljes erőszakmentesség, a mély együttérzés, az őszinte érdeklődés és a kölcsönös tisztelet, összhangban az ezen értékeket szolgáló cselekvés kereteivel. 

## Eredete
A Deep Adaptation (mélyalkalmazkodás) fogalmát Jem Bendell - a Cumbriai Egyetem fenntarthatóság témakörével foglalkozó professzora - a “Mélyalkalmazkodás: Útmutató az éghajlati tragédiához” című, 2018-ban megjelent tanulmányában vezette be. A tanulmányt benyújtották a “Sustainability Accounting, Management and Policy Journal” című folyóiratnak, de a tanulmány kritikusai jelentős módosításokat kértek a szerzőtől. Bendell ezután úgy döntött, hogy az “Institute for Leadership and Sustainability at the University of Cumbria” intézményén keresztül önállóan publikálja a tanulmányát. Az újságban Bendell kijelentette, hogy a klímazavarok miatti rövid távú társadalmi összeomlás elkerülhetetlen. A tanulmányban Bendell kijelentette, hogy az éghajlati viszonyok zavarainak következtében a közeljövőben várható társadalmi összeomlás elkerülhetetlen. Azóta ezt inkább vélemény formájában, és nem mint tényt említi a tanulmány 2020-ban megjelent második változatában. Az eredeti tanulmány elsősorban a fenntarthatóság témakörével foglalkozó vállalati és egyetemi közösségnek szólt, ugyanakkor nagy létszámú általános olvasóközönségre is talált, mivel 2019 novemberéig több, mint 600 000 alkalommal töltötték le. A tanulmányt számos nyelvre lefordították.

### Az eredeti tanulmány tartalma

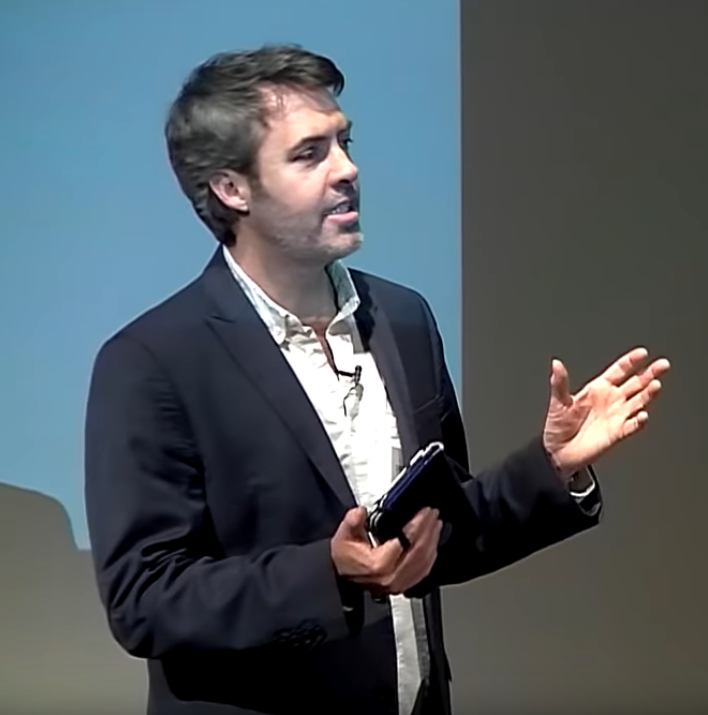
Jem Bendell, 2019

A 2018-ban megjelent tanulmányban Bendell kijelentette, hogy az éghajlatváltozás következtében a „közeljövőben várható társadalmi összeomlás” (amit később egyszerűen társadalmi összeomlásnak nevezett) elkerülhetetlen. Megkérdőjelezte a “business as usual” gyakorlatát a kormányzatban, az iparágakban, valamint a tudományos életben, és bejelentette: „hagyjunk fel azzal az illúzióval, hogy meg tudjuk oldani az éghajlatváltozás problémáját vagy meg tudnánk birkózni azzal”. Áttekintette az éghajlatváltozással kapcsolatos tudományos kutatásokat, és az aktuális, még nem publikált eredményeket és adatokat vette elsősorban figyelembe, mint például a globális éghajlati fordulópontok.  Véleménye szerint azok a nyilvános előrejelzések, amelyek az éghajlatváltozás során bekövetkező károkra vonatkoznak, túlságosan szűk látókörűek.
Bendell ezután felhívta a figyelmet a tagadás azon típusaira, amelyek megakadályozzák, hogy az emberek szembenézzenek az összeomlás valószínűségével. Megosztotta tapasztalatait arról, hogy saját életében érzelmileg és egzisztenciálisan is megbékélt az összeomlás gondolatával. A tanulmány hangvétele egészen személyes volt, és mintegy autoetnográfiaként is értelmezhető. Fanyar humorral megjegyezte, hogy következtetései ellehetetlenítik akadémiai szakterületét, a fenntarthatóságot.  Végül arra kérte az akadémikusokat és a politikai döntéshozókat, hogy fontolják meg az éghajlatváltozásra adott válaszokkal kapcsolatban a “Deep Adaptation (mélyalkalmazkodás) útmutatását”. Keretrendszert is kínált ehhez az útmutatóhoz, amelyet három fogalommal jellemez: megtartás (ellenálló képesség): „Melyek azok a normák és viselkedésminták, amelyek értéket képviselnek a számunkra, és amelyeket az emberi társadalom meg kíván tartani a túlélésért folytatott küzdelem során?”; elengedés: „anyagi javak, viselkedésmódok és nézetek elengedése, amennyiben azok megtartása csak rontana a helyzeten”; és a helyreállítás: „Itt emberi tevékenységek, attitűdök és közösségi kapcsolódási formák újrafelfedezése kaphat helyet, olyan viszonyulások, amelyeket a jelenlegi szénhidrogén-vezérelt civilizációnk fokozatosan eltüntetett.” 

### Elfogadás és válaszok
Számos szakértő megjegyezte, hogy Bendell következtetése, miszerint elkerülhetetlen a közeljövőben várható társadalmi összeomlás - amelynek legfőbb oka az éghajlatváltozás - nem bizonyított és széles körben nem elfogadott.   Michael Mann éghajlatkutató lesújtóan nyilatkozott Bendell tudományos következtetéseiről, Gavin Schmidt, a NASA Goddard Institute for Space Studies vezetője pedig azt állította, hogy a korábbi, fokozatosan változó éghajlati tendenciák továbbra is folytatódnak. A tudósok és a környezetvédelmi szakértők eltérően értékelték az összeomlás valószínűségét. Például az ENSZ 2019-ben megjelent globális katasztrófakockázat-értékelésének vezető szerzője, Scott Williams azt mondta, hogy Bendell nézőpontja közelebb állt a valósághoz, mint az őt kritizáló személyeké, mivel az ENSZ-jelentés „közel állt ahhoz, hogy kijelentse: az ‘összeomlás elkerülhetetlen’.” Válaszul Nicholas, Hall és Schmidt álláspontjára Pablo Servigne biológus és munkatársai hitelesnek találták a Deep Adaptation (mélyalkalmazkodás) útmutatását, és véleményük szerint a kritikus hangok gyakran félrevezetőek lehetnek. Megjegyezték, hogy ezek a kritikák egyáltalán nem cáfolják a tanulmány legfőbb üzenetét, miszerint az összeomlás nagy valószínűséggel gyors és mélyreható alkalmazkodásra késztet majd bennünket.
Bendell 2020-ban egy módosítással válaszolt a 2018-ban megjelent tanulmányának kritikájára. Bendell 2020-ban kiadta az eredeti tanulmány felülvizsgált változatát is. Az eredeti tanulmány szerint „a társadalmi összeomlás elkerülhetetlen”. A felülvizsgált tanulmány „azon a nézeten alapul, hogy a társadalmi összeomlás valószínű, elkerülhetetlen vagy már kibontakozóban van”. A tanulmány megjelenése óta az éghajlatváltozás léptékére vonatkozó számos tudományos mérőszám már meghaladta az előrejelzéseket. 
A tanulmányt erkölcsi szempontból is kritizálták. Ezek a kritikák abból a feltételezéseken alapuló hozzáállásból indulnak ki, miszerint az éghajlatváltozás pesszimista nézetének megfogalmazása kétségbeeséshez és tétlenséghez vezethet. Nicholas, Hall és Schmidt kutatók azt állították, hogy Bendell véleménye, miszerint az éghajlatváltozás gyorsuló hatásainak következtében már elkerülhetetlen a társadalmi összeomlás, nemcsak téves, hanem aláássa a klímavédelmi mozgalom ügyét is. Michael Mann, és Ronald Bailey tudományos újságírók a Reason magazinban hasonló aggodalmuknak adtak hangot.
Rupert Read környezetvédelmi aktivista és professzor örömmel fogadta Bendell elemzését, és bár meglátása szerint a társadalmi összeomlás elkerülhetetlensége vitatható, annak valószínűsége azt jelenti, hogy az elővigyázatosság elve miatt érdemes foglalkozni a Deep Adaptation (mélyalkalmazkodás) útmutatásával. Naresh Giangrande, az első Transition Town egyik alapítója szerint ez a tanulmány fontos eleme azoknak az egyre növekvő számú, hiteles tudományos munkáknak, amelyek az éghajlati zavarok hatásaiból eredő társadalmi összeomlás valós kockázataival foglalkoznak.A társadalmi igazságosság témakörének oktatója, Brooke Lavelle és Zach Walsh fenntarthatósági kutató azt kérdezték: "Mi lenne, ha az igazságosabb és együttérzőbb világ megteremtésére irányuló erőfeszítéseinket nem választanánk el a közeljövőben várható társadalmi összeomláshoz való alkalmazkodásra irányuló erőfeszítéseinktől?"
Bendell tanulmánya által elterjedt a „Deep Adaptation” (mélyalkalmazkodás) kifejezés és ez elősegítette a témához kapcsolódó online közösségek kialakulását. A BBC szerint a tanulmány “világméretű mozgalmat hozott létre, több ezer követővel”, akik a Deep Adaptation (mélyalkalmazkodás) elvein keresztül szeretnének “életmódjukkal az egyre zordabb körülményekhez alkalmazkodni”. A BBC műsorvezetője, John Humphrys megjegyezte, hogy a tanulmány komoly hatással volt az Extinction Rebellion alapítóira is.
2019 márciusában Bendell és társai elindították a Deep Adaptation (Mélyalkalmazkodás) Fórumot „olyan emberek számára, akik támogató közösségeket keresnek és hoznak létre a célból, hogy szembenézzenek az éghajlati válság valóságával”. A csoport honlapja  olyan főbb vezérlő elveket sorol fel, mint az együttérzés, az érdeklődés, a tisztelet és az erőszakmentesség.  A szemlélet szándéka, hogy „megtestesítse és lehetővé tegye a szorult helyzetünkre adott szeretetteljes válaszokat, azért, hogy csökkenthessük a szenvedést, miközben a társadalom és a természet lehető legnagyobb részét megmentjük.”
A New York Times arról számolt be, hogy a „Positive Deep Adaptation” (Pozitív mélyalkalmazkodás [azóta csak egyszerűen „Deep Adaptation” (Mélyalkalmazkodás)] néven futó) Facebook-csoportnak 2020 márciusában közel 10000 tagja volt és ez volt a Deep Adaptation (Mélyalkalmazkodás) közösség legaktívabb oldala, miközben 3000 személy vett részt a hivatalos Deep Adaptation (Mélyalkalmazkodás) Fórumon. A „Deep Adaptation” (Mélyalkalmazkodás) elnevezésű LinkedIn csoport tagjai között professzorok, kormányzati szakértők és befektetők is vannak.

## A Deep Adaptation (mélyalkalmazkodás) koncepciójának és útmutatójának kidolgozása
Bendell 2019-ben hozzáadott egy negyedik „R”-t, a megbékélést (Reconciliation) a Deep Adaptation (mélyalkalmazkodás) keretrendszeréhez:
- Megtartás (Resilience): Hogyan tartsuk meg azt, amit igazán nagyra értékelünk, és nem szeretnénk elveszíteni?
- Elengedés (Relinquishment): Mit kell elengednünk ahhoz, hogy ne rontsunk vele a magunk és mások helyzetén?
- Helyreállítás (Restoration): Mit kell visszahoznunk az életünkbe ahhoz, hogy segítségünkre legyen az érkező nehézségekkel szembeni küzdelemben?
- Megbékélés (Reconciliation): Mivel és kivel kell megbékélnünk, ahogy ráébredünk halandóságunkra?[22] [5]

A Deep Adaptation (mélyalkalmazkodás) egy szélesebb körű nyilvános párbeszéd része, amely a szélsőséges időjárási események növekvő gyakoriságáról és súlyosságáról, a globális élelmiszer-ellátás bizonytalanságáról és az általuk jelentett egzisztenciális veszélyekről szól.    Több szerző is azt állította, hogy akár a pesszimista, a társadalmi összeomlás valószínűségét jelző Deep Adaptation (mélyalkalmazkodás), akár az optimistább nézetet valljuk, a Deep Adaptation (mélyalkalmazkodás) szereteten alapuló  cselekvő szándéka a legmegfelelőbb válasz a szorult helyzetünkre, így a pesszimista és optimista szemléletű embereknek szorosan együtt kellene működniük. 
A társadalmi összeomlás gondolata rendkívül erőteljes érzelmi reakciókat válthat ki az emberből. Bendell és Carr igyekeztek a helyén kezelni ezeket az erős érzelmeket.
Franciaországban a Comment tout peut s’effondrer (Hogyan omolhat össze minden)  című könyv kiadásával létrejött a kollapszológia elnevezésű, több tudományágat is magába foglaló kutatási terület, amely a Deep Adaptationt (mélyalkalmazkodást) is magába foglalja.  A francia közvélemény nagyobb része valószínűnek tartja a társadalmi összeomlást „az elkövetkező években”. Az összeomláskutatók (kollapszológusok) megjegyzik, hogy az éghajlatváltozás okozta zavarokon kívül más tényezők is hozzájárulhatnak a társadalmi összeomláshoz. Azzal érvelnek, hogy még ha az egzisztenciális kockázatot kicsinek is tekintjük, az óvatosság elve megköveteli, hogy felkészüljünk rá.
A Deep Adaptation (mélyalkalmazkodás) közössége többnyire europid, jól képzett, közép-, és felső osztálybeli polgár, és a diverzifikációval (a befektetések kockázatkezelésével) és a dekolonializációval (a gyarmatosító mentalitás feloldásával) foglalkozik. A Gesturing Toward Decolonial Futures (GTDF) egy olyan akadémikusokból, aktivistákból és őslakos emberekből álló csoport, amely elkötelezte magát a Deep Adaptation (mélyalkalmazkodás) kezdeményezése mellett. A GTDF olyan emberek közössége, akik jelenleg éppen megtapasztalják a társadalmi összeomlást, vagy annak utóhatásait, és célkitűzésekkel, erőforrásokkal rendelkeznek „azzal a kihívást jelentő feladattal kapcsolatban, amelyet együtt kell elvégeznünk, miközben közösen szembenézünk a modern világ fokozatos összeomlásával, vagy más szóval, az általunk ismert világ végével."

## Hatása
A Deep Adaptation (mélyalkalmazkodás), valamint annak a megtartáson, elengedésen, helyreállításon és megbékélésen alapuló keretrendszere javaslatot tesz az éghajlatváltozás és a természeti pusztítás hatásaiból eredő károk csökkentésére, illetve az éghajlatváltozáshoz történő alkalmazkodás gyakorlati megközelítésére is. A Deep Adaptation (mélyalkalmazkodás) útmutatását számos területen megvitatták, többek között a tengeri szállítással foglalkozó gazdaságtan szakértői.
Joost de Moor politológus megjegyzi, hogy bár a Deep Adaptation (mélyalkalmazkodás) és a hozzá kapcsolódó „poszt-apokaliptikus narratívák” egyre szélesebb körben elterjednek az éghajlatváltozással foglalkozó aktivista mozgalmakon belül is, a stratégiaalkotás során mégis gyakran háttérbe szorulnak. Bendell és a Deep Adaptation (mélyalkalmazkodás) nagy hatással volt az Extinction Rebellion mozgalomra is.    Az XR Kézikönyv „felhívja a figyelmet az alkalmazkodás tágabb nézőpontjára, amely nem csak anyagi intézkedéseket foglal magában bizonyos éghajlati kockázatok enyhítésének céljából, hanem olyan társadalmi, gazdasági, politikai és kulturális alkalmazkodásról is szól, amely gyökeresen átalakítja a társadalom szerkezetét az éghajlati zavarokkal tarkított jövő várható hatásaival szemben”

A Deep Adaptationt (mélyalkalmazkodást) számos mentálhigiénés szakember is megemlítette már, mint a klímaszorongás és az ökoszorongás kezelésének módját és támogató közösségét.   Egy seattle-i klinikai szociális munkás szerint „az elmúlt években olyan szervezetek jöttek létre, mint a Good Grief Network, a Deep Adaptation Fórum és más csoportok annak érdekében, hogy támogatást és tudást nyújtsanak a hozzájuk fordulóknak a klímaválsággal kapcsolatban és hogy politikai szinten is cselekvésre ösztönözzenek. Beth Marks és Janet Lewis pszichiáterek, megjegyezve, hogy jelentős változásokra van szükség a nagyszámú, klímaválságot átélő emberek megsegítésének érdekében, a Deep Adaptation (mélyalkalmazkodás) közösséget említik meg elsősorban, mint az ilyen emberek számára elérhető erőforrást. Megjegyzik, hogy:
A Deep Adaptation (mélyalkalmazkodás) az úgynevezett összeomlásra való felkészülés (azaz olyan alapvető létszükségletek, mint az élelmiszer, a víz, az energia és egészségügyi ellátás igazságos rendszerének megteremtése) és az összeomlás-transzcendencia (a pszichológiai-szociális-spirituális-kulturális változások támogatása annak érdekében, hogy elfogadjuk az összeomlást és lehetőleg higgadtan, kiegyensúlyozottan éljük majd át) kialakítására törekszik.
Caroline Hicks szociális munkás és pedagógus a Deep Adaptation (mélyalkalmazkodás) perspektívájáról beszél azért, hogy az emberek megértsék az éghajlattal kapcsolatos teljesen jogos szorongásukat és szomorúságukat, és ennek tudatában képessé váljanak a cselekvésre.
Joanna Macy buddhista tanító és ökológiai aktivista Sean Kelly professzorral együtt úgy jellemzi a Deep Adaptation (mélyalkalmazkodás) „a valóságról való őszinte megnyilvánulását”, „mint egy jó erős tonikot”. Az emberek most már szembenéznek az összeomlás elkerülhetetlenségével, és kénytelenek erkölcsösen cselekedni annak érdekében, „hogy biztosítsák az enyhébb földet érést, csökkentsék a szenvedést, és mentsék, ami még menthető…”